# Artère pudendale externe superficielle
Pour les articles homonymes, voir Artère pudendale externe.
L'artère pudendale externe superficielle (ou artère honteuse externe supérieure ou artère honteuse externe sous-cutanée de Poirier ou artère honteuse externe superficielle de Paturet) est l'une artère qui nait dans le membre inférieur au niveau de la cuisse et qui vascularise la région pubienne et la région génitale.

## Origine
L'artère pudendale externe superficielle nait du côté médial de l'artère fémorale, sous le ligament inguinal près des origines  de l'artère épigastrique superficielle et de l'artère circonflexe iliaque superficielle.

## Trajet
L'artère pudendale externe superficielle perce la gaine fémorale et le fascia cribiformis en dehors de la veine fémorale. Elle traverse de manière superficielle le ligament inguinal. et se dirige médialement à travers du cordon spermatique chez l'homme et du ligament rond chez la femme. Elle se distribue au tégument de la partie inférieure de l'abdomen, du pénis et du scrotum chez l'homme, et de la grande lèvre chez la femme

## Anastomoses
L'artère pudendale externe superficielle est anastomosée avec des branches de l'artère pudendale interne. 

## Images supplémentaires

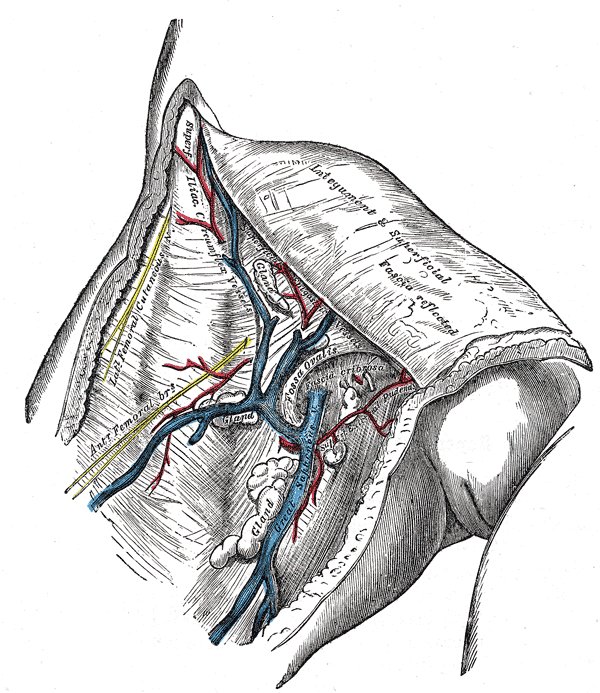
La grande veine saphène et ses affluents au niveau de la fosse ovale.
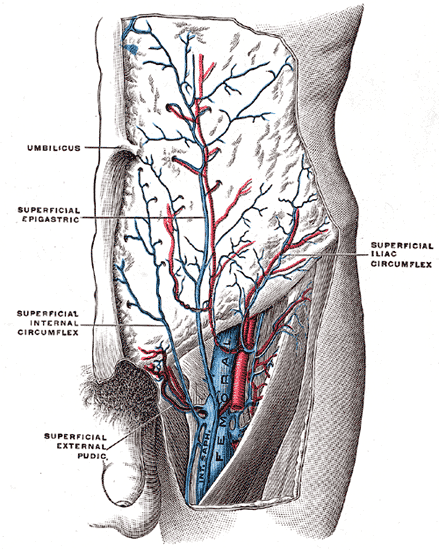
La veine fémorale et ses affluents.
Schéma des artères issues des artères iliaques et fémorales externes.
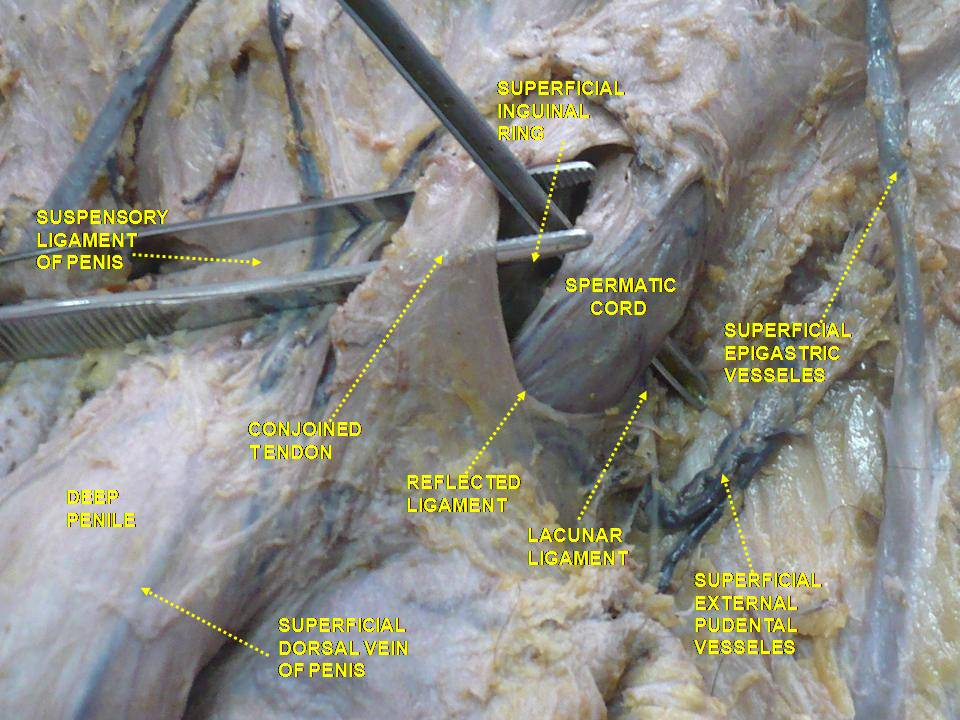
Paroi abdominale antérieure Dissection intermédiaire Vue antérieure